# ОШ „Аца Маровић” Косово Поље
Основна школа „Аца Маровић” је образовна установа која функционише у образовном систему Републике Србије. Седиште школе се налази у Косову Пољу, а школа поседује издвојена одељења у Кузмину. Налази се у улици Цара Душана 125. Надзор над радом школе врши школска управа која се налази у Косовској Митровици. Школа припада Косовском округу.

## Историја

### Име школе
Школа носи име по Александру Аци Маровићу, учеснику Народноослободилачке борбе и народном хероју Југославије који је заробљен у Сувом Долу, а затим и стрељан од стране италијанских фашиста 1943. године у Липљану.

### О школи
Основна школа је основана 19. маја 1956. године. Након рата на Косову и Метохији  и мартовског погрома 2004. године број српске деце је знатно смањен. Школска зграда у Косову Пољу се дели са основном школом  „Селман Риза” (алб. Shkolla fillore „Selman Riza”) која функционише под ингиренцијама самопроглашених косовских органа власти.
Школа укупно има 10 одељењa (1 издвојено одељење, 4 комбинована одељења), рад је организован у једној смени. Школа има фискултурну салу. Страни језици који се изучавају у школи су енглески и руски. Школска зграда издвојених одељења у Кузмину била је најпре сеоски дом, али је касније адаптирана за школске потребе.